# Lega Nazionale A 1960-1961 (hockey su ghiaccio)
La stagione 1960-1961 del campionato svizzero di hockey su ghiaccio ha visto campioni gli ZSC Lions.

## Classifica Finale
|   | Classifica      | G  | V  | N | P  | GF | GS | Dif | Pt |
| - | --------------- | -- | -- | - | -- | -- | -- | --- | -- |
| 1 | ZSC Lions       | 14 | 11 | 1 | 2  | 73 | 41 | +32 | 23 |
| 2 | Visp            | 14 | 7  | 5 | 2  | 63 | 44 | +19 | 19 |
| 3 | Young Sprinters | 14 | 8  | 2 | 4  | 63 | 45 | +18 | 18 |
| 4 | Berna           | 14 | 7  | 2 | 5  | 45 | 39 | +6  | 16 |
| 5 | Davos           | 14 | 6  | 3 | 5  | 49 | 42 | +7  | 15 |
| 6 | Basilea Sharks  | 14 | 5  | 0 | 9  | 48 | 62 | -14 | 10 |
| 7 | Ambrì-Piotta    | 14 | 2  | 2 | 10 | 40 | 55 | -15 | 6  |
| 8 | Losanna         | 14 | 2  | 1 | 11 | 38 | 91 | -53 | 5  |

LEGENDA:

G=Giocate, V=Vinte, N=Pareggiate, P=Perse, GF=Gol Fatti, GS=Gol Subiti, Dif=Differenza Reti, Pt=Punti

## Spareggio (LNA-LNB)
Gli SCL Tigers sconfiggono il Lausanne HC 4-2 e 8-3 e vengono promossi in prima divisione.

## Classifica Marcatori
|    | Nome           | Squadra            | Gol | Assist | Punti |
| -- | -------------- | ------------------ | --- | ------ | ----- |
| 1. | Gian Bazzi     | Young Sprinters HC | 24  | 12     | 36    |
| 2. | Otto Schläpfer | ZSC Lions          | 26  | 6      | 32    |
| 3. | Guido Spichty  | Young Sprinters HC | 12  | 13     | 25    |